# Giovanni Ceva
Giovanni Ceva, volledig Giovanni Benedetto Ceva, (Milaan, 1 september 1647 – Mantua, 13 mei 1734) was een Italiaans wiskundige die bekend is door een naar hem genoemde stelling uit de elementaire meetkunde: de stelling van Ceva.
Zijn broer, Tommaso Ceva (1648-1736), was dichter en ook wiskundige.

## Leven
Ceva werd opgeleid in een jezuïetencollege in Milaan. In 1670 ging hij studeren aan de Universiteit van Pisa. Na zijn verhuizing naar Mantua (in 1672?) speelde hij een belangrijke rol in het bestuur van het hertogdom Mantua; hij was onder meer verantwoordelijk voor het waterbeheer. In 1686 werd hij ook benoemd tot hoogleraar in de wiskunde aan de universiteit aldaar.
In 1734 brak bij de belegering van Mantua tijdens de Poolse Successieoorlog (1733-1735 c.q. 1738) een epidemie uit. Mogelijk is ook Ceva daarvan het slachtoffer geworden.

Hij werd begraven in de kerk van Santa Teresa dei Carmelitani Scalzi in Mantua.

Stelling van Ceva

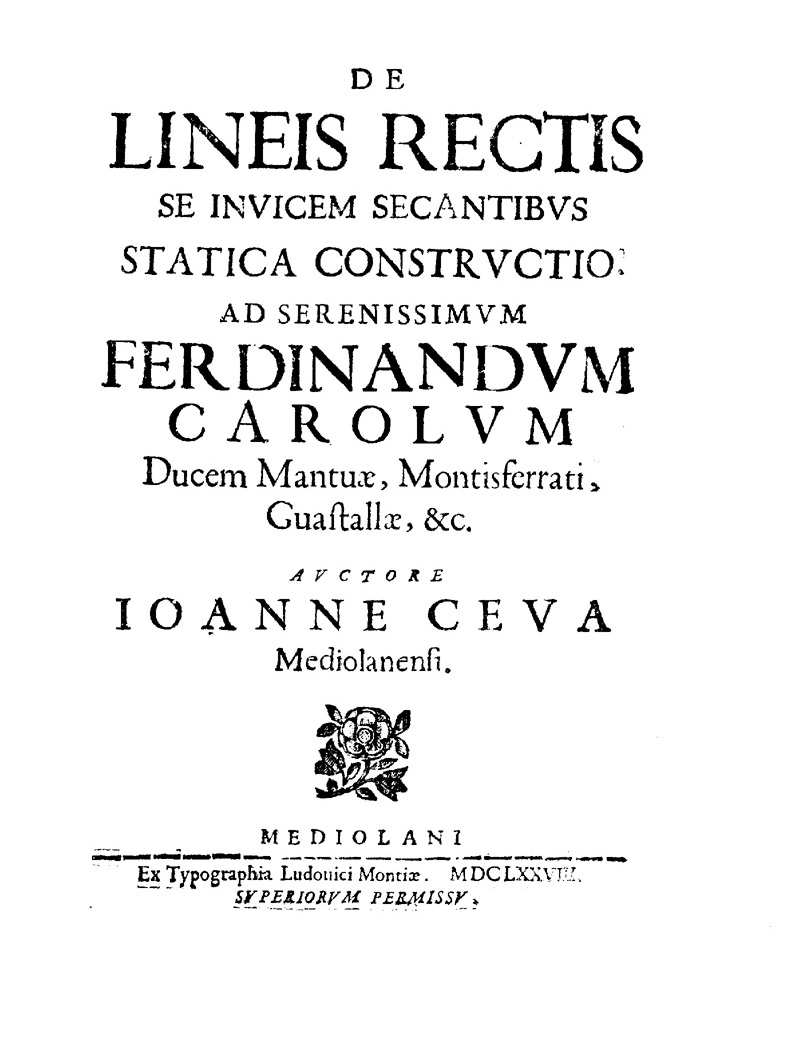
Ceva - De lineis rectis, 1678

## Werk
Gedurende het grootste deel van zijn leven bestudeerde Ceva de meetkunde. In 1678 publiceerde hij de naar hem genoemde stelling uit de synthetische meetkunde in zijn boek De lineis rectis. De stelling, die al in de 11e eeuw bekend was aan Yusuf Al-Mu'taman ibn Hüd, houdt in dat als er een rechte lijn wordt getrokken door elk van de hoekpunten van een driehoek naar de tegenoverliggende zijde van dat hoekpunt, die drie lijnen elkaar in hetzelfde punt snijden dan en alleen dan als het product van de verhoudingen van de lijnstukken op elke zijde van de driehoek is gelijk aan 1.
Ceva herontdekte en publiceerde ook de stelling van Menelaos. Hij publiceerde Opuscula mathematica in 1682 en Geometria Motus in 1692. In dit laatste boek anticipeerde hij op de infinitesimaalrekening. Ook schreef Ceva in 1711 De Re Numeraria, dat een van de eerste boeken in de wiskundige economie was.
Giovanni Ceva bestudeerde ook toepassingen van mechanica en statica op meetkundige systemen. Hij hield zich ook bezig met vloeistofdynamica, blijkens een publicatie daarover in 1728, Opus hydrostaticum. Hij gebruikte die kennis in de periode 1716-1721 om te voorkomen (en met succes) dat de loop van de rivier de Reno zou worden gewijzigd.

## Boeken
- 1678: (la) De lineis rectis se invicem secantibus statica constructio. Mediolani: ex typographia Ludouici Montiae. Via: Internet Archive.[3]
- 1682: (la) Opuscula mathematica. Mediolani: ex typographia Ludouici Montiae. Via: Gutenberg Project (BEIC).
- 1692: Geometria motus. Bologna. Via: Internet Archive.
- 1710: Tria problemata geometrice proposita. Mantua.
- 1711: De re numeraria, quod fieri potuit, geometrice tractata. Mantua.
- 1715: De mundi fabrica, una gravitatis principio innixo. Mantua.
- 1728: (la) Opus hydrostaticum. Mantuae: Alberto Pazzoni. Via: Gutenberg Project (BEIC).

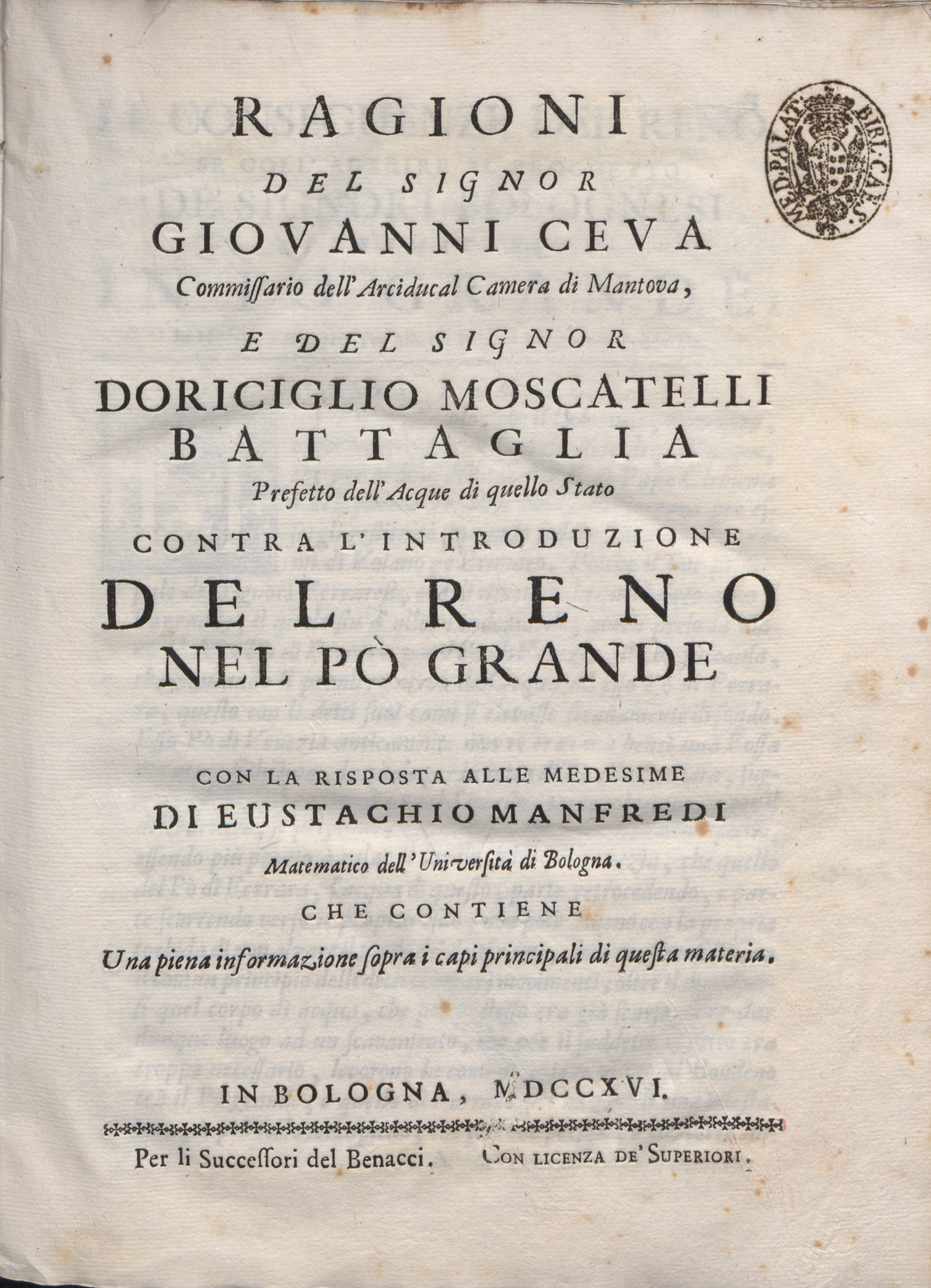
Ragioni [...] contra l'introduzione del Reno nel Pò, 1716
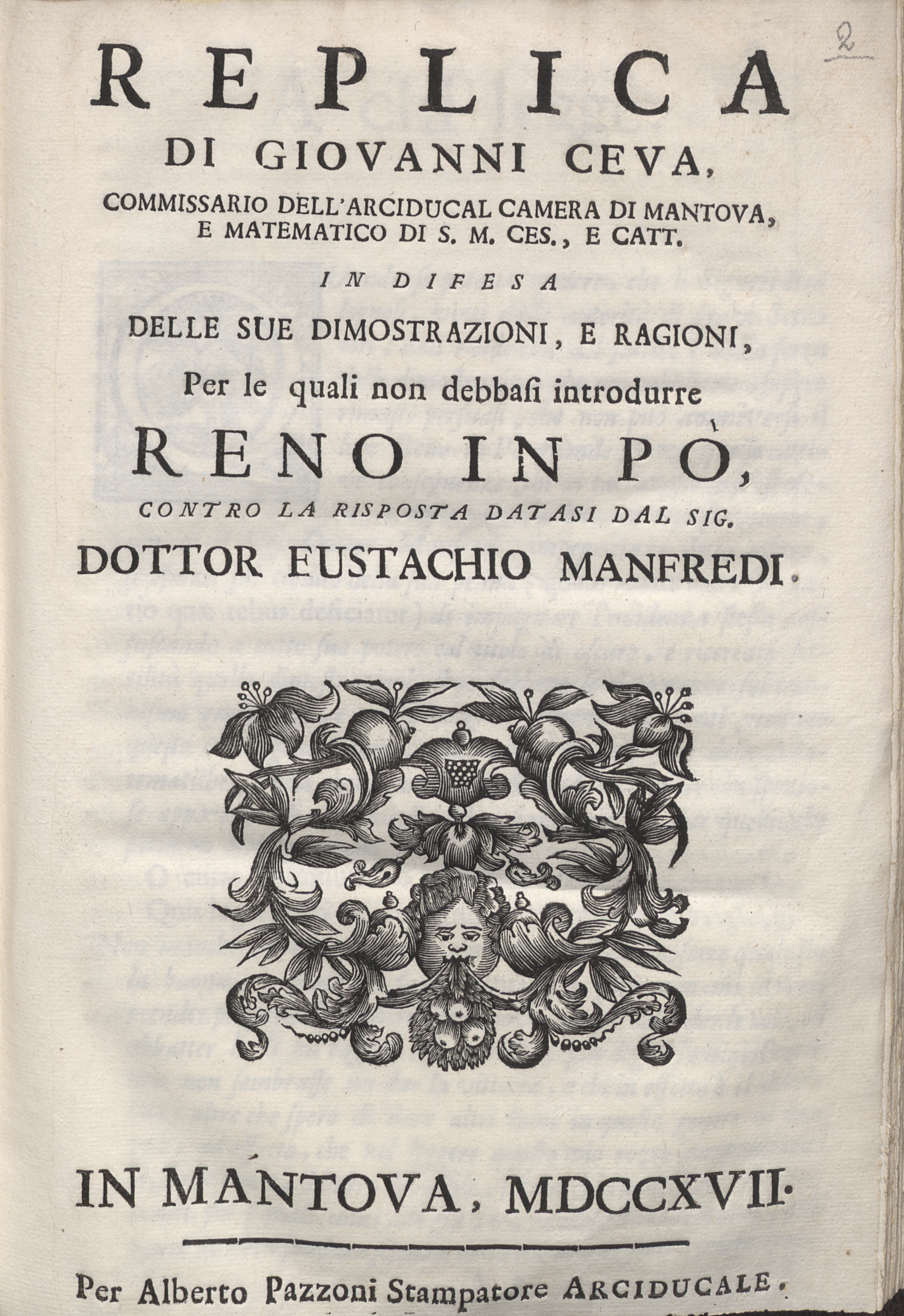
Replica [...] in difesa delle sue dimostrazioni, e ragioni per la quali non debbasi introdurre Reno in Po, 1717

## Zie verder
- Stelling van Ceva
- Hoektransversaal (ook wel ceviaan genoemd)
- Ceva-driehoek
- Stelling van Menelaos
- Jan Wassenaar (2013): (extended) Ceva’s trisectrix. Op: Mathematical Curves (www.2dcurves.com).